# Олигополия
Олигопо́лия (от др.-греч. ὀλίγος «малочисленный» + πωλέω «продаю, торгую») — тип рыночной структуры несовершенной конкуренции, в которой доминирует крайне малое количество фирм. Примерами олигополий можно назвать производителей пассажирских самолётов, таких как «Boeing» или «Airbus», производителей автомобилей, таких как «Mercedes-Benz», «BMW». Другим определением олигополистического рынка может являться значение индекса Герфиндаля, превышающее 2000. Олигополия из двух участников носит название дуополии.

## Основные черты
Когда на рынке присутствует небольшое количество фирм, их называют олигополиями. В некоторых случаях олигополиями могут называть наиболее крупные фирмы в отрасли. Продукция, которую поставляет на рынок олигополия, идентична продукции конкурентов (например, мобильная связь), либо имеет дифференциацию (например, стиральные порошки). При этом, на олигопольных рынках очень редко проявляется ценовая конкуренция. Возможности получения прибыли фирмы видят в развитии неценовой конкуренции. Как правило, вход на олигопольный рынок новых фирм очень затруднён. В качестве барьеров выступают либо законодательные ограничения, либо необходимость в начальном капитале большого размера. Поэтому в качестве примера олигополии выступает крупный бизнес.
Особое значение функционирования олигополий имеет информированность их о рынке. С учётом возможностей конкурентов по расширению производства, каждая фирма опасается необдуманных действий, снижающих её долю на рынке. Поэтому информированность и входит в число обязательных условий существования. Поведение каждой фирмы на рынке имеет четко обоснованную логику действий и поэтому называется стратегическим. С течением времени стратегии могут корректироваться, но такие изменения имеют среднесрочный, либо долгосрочный характер.

## Типология моделей олигополии
Стратегии поведения олигополий делятся на 2 группы. Первая группа предусматривает согласование действий фирмами с конкурентами (кооперативная стратегия), вторая — отсутствие согласованности (некооперативная стратегия).

## Модель картеля
Наилучшей стратегией для олигополии является сговор с конкурентами по поводу цен производства, объёмов продукции. Сговор даёт возможность усилить власть каждой из фирм и использовать возможности получения экономической прибыли в таком размере, в котором её получала бы монополия, если бы рынок был монопольным. Такой сговор в экономике называют картелем.
В антимонопольном законодательстве большинства стран сговор запрещён, поэтому на практике картели имеют либо международный (картель «ОПЕК»), либо тайный характер.
Особенностью существования картелей является их недолговечность: у членов картеля всегда есть соблазн получить более высокий доход в краткосрочном периоде, нарушив договоренность, и, когда это происходит, картель распадается.

## Модель лидерства по ценам (объему)
Как правило, среди совокупности фирм выделяется одна, которая становится лидером на рынке. Это связано, например, с продолжительностью существования (авторитетом), наличием более профессионального персонала, наличием научных подразделений и новейших технологий, более высокая доля их на рынке. Лидер первым совершает изменения в отношении цены или объема производства. При этом остальные фирмы повторяют действия лидера. В результате наблюдается согласованность общих действий. Лидер должен быть наиболее информирован о динамике спроса на продукцию в отрасли, а также о возможностях конкурентов.

## МодельКурно
Поведение фирм основано на сопоставлении самостоятельного прогноза об изменениях рынка. Каждая фирма просчитывает действия конкурентов и выбирает такие объём производства и цену, которые стабилизирует её положение на рынке. Если первоначальные расчёты ошибочны, фирма корректирует выбранные параметры. Через определённый промежуток времени доли каждой фирмы на рынке стабилизируются и в дальнейшем изменяются незначительно.

## МодельБертрана(модель ценовой войны)
Предполагается, что каждая фирма желает стать ещё крупнее и в идеале захватить весь рынок. Чтобы вынудить уйти конкурентов, одна из фирм начинает снижать цену. Остальные фирмы, чтобы не потерять своей доли, вынуждены делать то же самое. Ценовая война продолжается, пока на рынке не остается одна фирма. Остальные закрываются.

## Всеобщая взаимозависимость
Поскольку на рынке присутствует небольшое количество фирм, продавцам необходимо разрабатывать стратегии развития для своей фирмы, чтобы их не вытеснили с рынка конкуренты. Поскольку фирм на рынке немного, компании внимательно следят за действиями конкурентов, в том числе за их ценовой политикой, с кем они сотрудничают и т. п.

Модель ломаной кривой спроса: точка P(нет) — если фирма установит цену на товар выше данного уровня, то конкуренты не последуют за ней

### Ценовая политика
Ценовая политика компании-олигополиста играет огромную роль в её жизни. Как правило, фирме не выгодно повышать цены на свои товары и услуги, поскольку велика вероятность того, что другие фирмы не последуют за первой, и потребители «перейдут» к компании-сопернику. Если же фирма понижает цены на свою продукцию, то, чтобы не потерять клиентов, конкуренты обычно следуют за понизившей цены компанией, также снижая цены на предлагаемые ими товары: происходит «гонка за лидером». Таким образом, между олигополистами нередко случаются так называемые ценовые войны, в которых фирмы устанавливают на свою продукцию цену, не большую чем у конкурента-лидера. Ценовые войны нередко бывают губительны для компаний, особенно для тех, которые соревнуются с более влиятельными и крупными фирмами.

## Проблема устойчивости цен в условиях олигополии
Особенностью олигополии являются их высокие избыточные мощности, которые позволяют в случае необходимости значительно увеличить объем производства. Поэтому, прежде чем изменять цены и тарифы каждая фирма должна проводить анализ возможных действий конкурентов. На олигополистических рынках, чаще всего, наблюдается стабильность цен. Её можно объяснить с помощью модели ломаной кривой спроса.
Предположим, что первоначальная цена Р1, количество Q1. Если фирма решит снизить цену и увеличить спрос на продукцию, то конкурирующая фирма сделает то же самое, чтобы не потерять свою долю рынка. Поэтому прирост спроса будет небольшим, а сам спрос будет характеризоваться низкой эластичностью. Если фирма начнет увеличивать цену, то конкуренты свою цену менять не будут, рассчитывая тем самым получить дополнительных покупателей. В результате при увеличении цены фирма столкнется с большим сокращением спроса. Это говорит о том, что он будет эластичным. Объединяя 2 графика спроса получаем единую его динамику (график ломаная кривая спроса).
Для того чтобы определить поведение фирмы при таком спросе необходимо сопоставить MR и MC фирмы. Единый график MR будет состоять из 2 частей с вертикальным разрывом между ними. Наличие данного разрыва позволяет прийти к выводу, что увеличение издержек с MC1 до MC2 не будет приводить к изменению объема производства и цены. Таким образом, олигополия — это структура, которая очень редко изменяет цену на свою продукцию и объём своего производства. Изменение происходит лишь в случае значительных шоков: резким ростом цен на ресурсы, значительным увеличением налогов.

### Сотрудничество с другими фирмами
Некоторые олигополисты действуют согласно принципу «не имей ста рублей, а имей сто друзей». Таким образом, фирмы вступают в сотрудничества с конкурентами, такие как альянсы, слияния, тайные сговоры, картели. Например, олигополист по авиаперевозкам, «Аэрофлот — Российские авиалинии» в 2006 году вступил в альянс «Sky Team» с другими мировыми авиакомпаниями, страны — нефтедобывающие державы объединились в ОПЕК, часто признаваемую как картель. Примером слияния двух компаний можно назвать объединение авиакомпаний «Air France» и «KLM». Объединившись, фирмы становятся мощнее на рынке, что позволяет им увеличить выпуск продукции, свободнее изменять цены на свои товары и максимизировать свою прибыль.

## Использование теории игр
Теория игр ― это теория поведения субъектов в условиях, когда решения одного из них влияют на решения всех остальных. Она используется для анализа действия как отдельных людей, так и фирм.
Проработанные в экономической литературе модели олигополии не всегда учитывают обстоятельства образования олигопольных рынков и влияния на них различных изменений. Универсальным инструментом для описаний поведения олигополии является теория игр. Её суть заключается в выявлении вариантов действий, возможных последствий последовательности действий, а затем проведении анализа с поиском наилучшего варианта для каждой из сторон. Процесс такого анализа называют игрой.
Главным недостатком теории игр является большая зависимость получаемого результата от модели информированности субъектов, реальная информированность которых может оставаться неизвестной.

## Олигополия и эффективность
Олигополия обладает положительными сторонами и недостатками, которые оказывают влияние на эффективность.
К положительным чертам относят:
- Активное финансирование НИОКР.
- Острая неценовая конкуренция приводит к увеличению дифференциации на рынке.
- В отличие от монополистических конкурентов олигополия реализует гораздо больше направлений.

К отрицательным чертам относят:
- Используя возможность сговора олигополия может вести себя как чистый монополист.
- Олигополии могут не достигать положительного эффекта масштаба, из-за того, что они меньше монополий.
- Олигополии вынуждают заниматься неценовой конкуренцией, что увеличивает издержки.
- Олигополии меньше подвержены регулированию из-за постоянного взаимодействия с другими фирмами.
- Иногда фирмы не стремятся полностью реализовать свой потенциал, компенсируя более высокие издержки более высокими ценами (х-неэффективность).

## Рыночная власть: её источники и показатели
Рыночная власть — возможность установления и регулирования цены на рынке. Источники рыночной власти:
- Источники со стороны спроса: эластичность рыночного спроса; доступность товаров-заменителей и величина перекрестной эластичности спроса на них; темпы роста и временные колебания спроса и т. д.
- Источники со стороны предложения: особенности технологии; юридические барьеры для вхождения в отрасль конкурентов; собственность на ресурсы, барьеры, создаваемые самими фирмами и т. д.

Для определения рыночной власти используется несколько показателей:
- Коэффициент концентрации: процентное соотношение продаж четырех или восьми крупнейших фирм к общему отраслевому объему продаж.
- Коэффициент Херфиндаля-Хиршмана рассчитывается как сумма квадратов рыночных долей всех фирм отрасли и показывает степень её концентрации.
- Коэффициент Лернера рассчитывается как отношение разности цены продукции и предельных издержек её производства к цене продукции и показывает уровень монопольной власти фирмы.
- Коэффициент Бэйна.
- Коэффициент Тобина.

Использование одного или нескольких коэффициентов позволяет сделать вывод о монополизации рынка, но точного ответа олигополия это или монополия не дает. Поэтому как, правило пользуются дополнительными сведениями.

## Антимонопольное законодательство
Антимонопольное законодательство — законодательство, направленное против накопления фирмами опасной для общества монопольной власти. Цель антимонопольного регулирования состоит в том, чтобы вынудить монополистов назначать такую цену за товар, которая обеспечивала им лишь нормальную прибыль, а не сверхприбыль. Мерами антимонопольного регулирования являются: регулирование цен фирм-монополистов, сокращение сроков действия лицензий фирм-монополистов, дробление фирм-монополистов, национализация монополистов.
В США накоплен богатый опыт борьбы с монополистами. Первым антитрестовым законом был Закон Шермана (1890), затем — Закон Клейтона (1914), потом «Закон о федеральной торговой комиссии» 1914 г., затем последовали поправки к этим законам.

## Теории олигополистического ценообразования
Для моделирования поведения фирм-участников рынка в теории олигополии применяются методы теории игр. Наиболее известными моделями олигополии являются:
- Модель Штакельберга
- Модель Курно
- Модель Бертрана
- Модель Гутенберга
- Модель Эджуорта

## Организационно-экономические формы концентрации
- Трест — объединение, в котором участники единой производственной цепи теряют свою производственную и финансовую самостоятельность;
- Синдикат — объединение производителей однородной продукции для коллективного сбыта через единую торговую сеть;
- Картель — гласное (формальное) или негласное соглашение группы однопрофильных предприятий об объёмах, ценах и рынках сбыта;
- Консорциум — временное объединение предприятий для осуществления какого-либо проекта;
- Конгломерат — финансовое объединение разнопрофильных фирм с высокой степенью самостоятельности и децентрализации управления;
- Концерн — объединение разноотраслевых предприятий, связанное общностью интересов.
- Холдинг — головная компания, управляющая деятельностью других компаний; может не заниматься производственной деятельностью;

В подавляющем большинстве стран мира процессы объединения предприятий контролируются антитрестовым законодательством.